# Centre d'exposition Raymond-Lasnier
Pour les articles homonymes, voir Lasnier.
Le Centre d’exposition Raymond-Lasnier est un centre d'exposition en art contemporain dont le mandat est de présenter des productions récentes d'artistes professionnels et de la relève d'ici et d'ailleurs, des expositions thématiques, collectives et événementielles, tout en favorisant les apprentissages par des activités diverses, présenter des artistes professionnels ainsi que de la relève d’ici et d’ailleurs.
Situé au cœur du centre-ville de Trois-Rivières, le centre d’exposition est une composante importante de la Maison de la culture de Trois-Rivières.

## Historique
Le Centre d’exposition Raymond-Lasnier fait partie de la vie artistique trifluvienne depuis 1968, ce qui fait de lui le plus ancien centre d'exposition de la ville. Tout d'abord désignée la Salle Raymond-Lasnier du Centre culturel de Trois-Rivières, sa nomination change pour le Centre d'exposition au moment où le Centre culturel devient la Maison de la culture en 1997 avec la création de la Corporation de développement culturel de Trois-Rivières. C'est en 1970, que la programmation à la salle d'exposition connaît véritablement son coup d'envoi. Cette même année, une dizaine d'événements suivent cette première exposition majeure. Le travail des artistes provenant de la région ou d'ailleurs est présenté lors de 10 à 12 expositions par an.

## Raymond Lasnier
Raymond Lasnier est né à Québec le 28 février 1924. Artiste dans l’âme, on le voit avec un crayon à la main dès son plus jeune âge. Il vend d’ailleurs ses premiers croquis à 0.01$ chacun à cinq ans.
En 1944, la famille Lasnier s’installe à Trois-Rivières.
En 1958, Raymond Lasnier réalise une exposition individuelle à l’Hôtel de Ville de Trois-Rivières. Son nom est déjà bien connu dans le paysage artistique québécois.
De 1960 à 1968, il expose au Centre d’art de Trois-Rivières, au Centre d’art de Shawinigan, au Salon du Printemps et au Musée des beaux-arts de Montréal.
Le 10 février 1968, il décède subitement à Trois-Rivières à l’âge de 43 ans. En son honneur, une des nouvelles salles du Centre Culturel de Trois-Rivières portera le nom de Raymond Lasnier.

## À propos
Depuis sa création, le Centre d’exposition Raymond-Lasnier a accueilli plus de 400 expositions. Différents artistes avec différentes thématiques y ont partagé leur amour de l’art.
Le Centre d’exposition est ouvert du mardi au dimanche de 12h00 à 17h00. L'entrée est libre.
Les expositions sont accessibles aux personnes à mobilité réduite. Un service d'audioguide est disponible sur place.

## Activités
Le Centre d’exposition Raymond-Lasnier est ouvert à tous et offre plusieurs activités pour tous les âges. Des visites guidées ainsi que des activités gratuites sont offertes sur réservation de même que des activités éducatives.

### Grand public
En plus des visites sur mesure, le Centre d’exposition propose au grand public plusieurs activités :
Visites gustatives: le Centre d’exposition Raymond-Lasnier ainsi que les chefs cuisiniers participants vous invitent à venir vivre l’expérience de la visite gustative! Des chefs cuisiniers trifluviens vous proposent des œuvres gustatives inspirées par les œuvres présentes dans l'exposition. Ils ont comme défi d’offrir des bouchées uniques d’après les œuvres présentées. Leurs inspirations sont autant les couleurs, les textures, les formes ou les sujets présents dans les œuvres.
Résidence d'artistes: s’inscrivant dans une démarche de démocratisation de l’art contemporain et actuel, le projet de résidences d’artistes permet de démystifier le travail des artistes en arts visuels et favorise la participation citoyenne à la vie culturelle de Trois-Rivières, indépendamment de leur condition sociale ou économique.
Une exposition pour ma fête: Viens fêter cette journée spéciale dans un lieu débordant de créativité. Ta fête sera un vrai chef d’œuvre!

### Activités éducatives
Plusieurs activités éducatives sont proposées sur réservation.

## Activités scolaires
- Bingo artistique : amuse-toi à repérer les couleurs, les formes et les textures qui composent l’œuvre que tu as choisie. Ton coup de cœur te fera-t-il gagner la partie?
- Art académie : viens nous surprendre en reproduisant ce que tu vois avec des matériaux sortis de l’ordinaire! Que l’artiste en toi se manifeste!
- Initiation à l'art contemporain: Propulsé au cœur de votre imaginaire, venez nous surprendre en créant une réalisation originale! En lien avec les expositions en cours, vous utiliserez les techniques ou les médiums des artistes présentés, afin de réaliser votre propre œuvre d’art.
- Rencontre d'artistes: Quoi de mieux pour démystifier le métier de l'artiste que de pouvoir lui poser toutes nos questions directement! Rencontrer les artistes présentés et apprenez s'en davantage sur leur travail, leur démarche artistique et leurs œuvres.

## Activités scolaires en classe
- J’entends une image : Feuilles blanches, crayons de couleurs... et des oreilles! Voici le matériel nécessaire pour cette activité. Sauras-tu écouter attentivement les consignes afin de dessiner l'image décrite par l'animatrice?
- Une feuille en forme : découvrons l’origami! Par des pliages simples et faciles à mémoriser, les élèves créeront différents sujets et personnages à l’aide d’un matériau accessible : le papier. Ils apprendront une technique d’art ancienne provenant de l’autre bout de la planète.
- Bingo artistique: Amuse-toi à repérer les couleurs, les formes et les textures qui composent l’œuvre que tu as choisie.  Ton coup de cœur te fera-t-il gagner la partie ?  Un jeu d’observation et d’appréciation des œuvres d’art

## Expositions
Le Centre d’exposition présente chaque année une douzaine d’expositions réalisées par des artistes de la région et de l’extérieur. Il est aussi l’hôte de la Biennale nationale de sculpture contemporaine de Trois-Rivières durant l’été des années paires et de la Biennale internationale d’estampe contemporaine de Trois-Rivières durant l’été des années impaires.